# Hamburger Sport-Verein 1986-1987
Questa voce raccoglie le informazioni riguardanti l'Hamburger Sport-Verein nelle competizioni ufficiali della stagione 1986-1987.

## Stagione
Nella stagione 1986-1987 l'Amburgo, allenato da Ernst Happel, concluse il campionato di Bundesliga al 2º posto. In Coppa di Germania l'Amburgo vinse la finale con lo Kickers Stoccarda.

## Rosa
| N. |                     | Ruolo | Calciatore           |
| -- | ------------------- | ----- | -------------------- |
|    | Germania (bandiera) | P     | Uwe Hain             |
|    | Germania (bandiera) | P     | Uli Stein            |
|    | Germania (bandiera) | D     | Dietmar Beiersdorfer |
|    | Germania (bandiera) | D     | Thomas Hinz          |
|    | Germania (bandiera) | D     | Ditmar Jakobs        |
|    | Germania (bandiera) | D     | Manfred Kaltz        |
|    | Belgio (bandiera)   | D     | Gerard Plessers      |
|    | Germania (bandiera) | C     | Heinz Gründel        |
|    | Germania (bandiera) | C     | Tobias Homp          |
|    | Germania (bandiera) | C     | Sascha Jusufi        |

| N. |                     | Ruolo | Calciatore        |
| -- | ------------------- | ----- | ----------------- |
|    | Germania (bandiera) | C     | Thomas Kroth      |
|    | Germania (bandiera) | C     | Peter Lux         |
|    | Polonia (bandiera)  | C     | Mirosław Okoński  |
|    | Germania (bandiera) | C     | Thomas von Heesen |
|    | Germania (bandiera) | A     | Ralf Balzis       |
|    | Germania (bandiera) | A     | Lothar Dittmer    |
|    | Germania (bandiera) | A     | Manfred Kastl     |
|    | Germania (bandiera) | A     | Walter Laubinger  |
|    | Germania (bandiera) | A     | Frank Schmöller   |

## Organigramma societario
Area tecnica
- Allenatore: Ernst Happel
- Allenatore in seconda: Aleksandar Ristić, Gerd-Volker Schock
- Preparatore dei portieri:
- Preparatori atletici:

## Calciomercato

### Sessione estiva
| Acquisti | Acquisti             | Acquisti       | Acquisti |
| R.       | Nome                 | da             | Modalità |
| -------- | -------------------- | -------------- | -------- |
| D        | Dietmar Beiersdorfer | Greuther Fürth |          |
| A        | Lothar Dittmer       | FC Süderelbe   |          |
| D        | Thomas Hinz          | St. Pauli      |          |
| C        | Sascha Jusufi        | Saarbrücken    |          |
| A        | Manfred Kastl        | Greuther Fürth |          |
| C        | Mirosław Okoński     | Lech Poznań    |          |

| Cessioni | Cessioni         | Cessioni         | Cessioni |
| R.       | Nome             | a                | Modalità |
| -------- | ---------------- | ---------------- | -------- |
| C        | Bernd Bressem    | RW Oberhausen    |          |
| D        | Jens Duve        | St. Pauli        |          |
| A        | Mark McGhee      | Celtic           |          |
| C        | Wolfgang Rolff   | Bayer Leverkusen |          |
| C        | Werner Rusche    | Meppen           |          |
| C        | Michael Schröder | Stoccarda        |          |

### Sessione invernale
| Acquisti | Acquisti | Acquisti | Acquisti |
| R.       | Nome     | da       | Modalità |
| -------- | -------- | -------- | -------- |

| Cessioni | Cessioni | Cessioni | Cessioni |
| R.       | Nome     | a        | Modalità |
| -------- | -------- | -------- | -------- |

## Risultati

### Bundesliga

#### Girone di andata
| Arbitro: | Brückner |

|  |           |                              |
|  | Marcatori | 77’, 83’ Homp 81’ von Heesen |

| Arbitro: | Pauly |

|                                  |           |  |
| Gründel 5’, 28’ Kaltz 71’ (rig.) | Marcatori |  |

| Arbitro: | Scheuerer |

|            |           |            |
| Oswald 49’ | Marcatori | 8’ Okoński |

| Arbitro: | Assenmacher |

|                            |           |  |
| Gründel 33’ von Heesen 85’ | Marcatori |  |

| Arbitro: | Pauly |

|                                       |           |              |
| Matthäus 5’ Rummenigge 45’ Brehme 70’ | Marcatori | 20’ Plessers |

| Arbitro: | Neuner |

|                            |           |         |
| von Heesen 61’ Dittmer 79’ | Marcatori | 11’ Cha |

| Arbitro: | Weber |

|                      |           |                     |
| Klotz 34’ Bührer 58’ | Marcatori | 46’, 70’ von Heesen |

| Arbitro: | Kruse |

|                                   |           |          |
| Jusufi 12’ Okoński 69’ Balzis 83’ | Marcatori | 17’ Beck |

| Arbitro: | Föckler |

|           |           |  |
| Kuntz 54’ | Marcatori |  |

| Arbitro: | Ahlenfelder |

|                              |           |  |
| von Heesen 28’ Schmöller 31’ | Marcatori |  |

| Arbitro: | Bruch |

|                         |           |            |
| Beiersdorfer 82’ (aut.) | Marcatori | 25’ Jusufi |

| Arbitro: | Amerell |

|                                       |           |                |
| Okoński 9’, 28’ Jusufi 75’ Balzis 87’ | Marcatori | 4’, 77’ Dickel |

| Arbitro: | Dellwing |

|                                  |           |                               |
| Dusend 14’ Jensen 38’ Preetz 78’ | Marcatori | 13’ (rig.) Kaltz 81’ Plessers |

| Arbitro: | Tritschler |

|                  |           |  |
| Beiersdorfer 78’ | Marcatori |  |

| Arbitro: | Weber |

|             |           |              |
| Okoński 47’ | Marcatori | 82’ Andersen |

| Arbitro: | Brehm |

|             |           |                                           |
| Dinauer 56’ | Marcatori | 7’ von Heesen 29’ Jusufi 90’ (rig.) Kaltz |

| Arbitro: | Assenmacher |

|                         |           |  |
| Schmöller 30’ Kroth 49’ | Marcatori |  |

#### Girone di ritorno
| Arbitro: | Gabor |

|                               |           |               |
| Jusufi 44’ Schmöller 53’, 57’ | Marcatori | 20’ Frontzeck |

| Arbitro: | Kautschor |

|                 |           |           |
| Völler 13’, 46’ | Marcatori | 70’ Kastl |

| Arbitro: | Jupe |

|           |           |           |
| Kastl 47’ | Marcatori | 54’ Lübke |

| Arbitro: | Broska |

|            |           |                                 |
| Theiss 19’ | Marcatori | 33’ Lux 38’ Okoński 76’ Dittmer |

| Arbitro: | Pauly |

|           |           |                          |
| Kastl 81’ | Marcatori | 26’ Lunde 87’ Rummenigge |

| Arbitro: | Werner |

|  |           |            |
|  | Marcatori | 51’ Jusufi |

| Arbitro: | Ahlenfelder |

|             |           |  |
| Dittmer 38’ | Marcatori |  |

| Arbitro: | Puchalski |

|               |           |           |
| Stickroth 50’ | Marcatori | 39’ Kastl |

| Arbitro: | Neuner |

|                     |           |            |
| Jusufi 2’ Kastl 34’ | Marcatori | 48’ Funkel |

| Arbitro: | Assenmacher |

|            |           |            |
| Merkle 51’ | Marcatori | 72’ Balzis |

| Arbitro: | Föckler |

|                                               |           |  |
| von Heesen 5’ Balzis 51’ Jusufi 55’ Kastl 73’ | Marcatori |  |

| Arbitro: | Brückner |

|                                           |           |                                 |
| Zorc 20’ (rig.), 55’ Simmes 56’ Keser 71’ | Marcatori | 16’ (rig.) Kaltz 53’, 64’ Kastl |

| Arbitro: | Boos |

|                                             |           |            |
| Okoński 9’ Lux 29’ von Heesen 75’ Kastl 84’ | Marcatori | 2’ Demandt |

| Arbitro: | Schmidhuber |

|                   |           |            |
| Engels 90’ (rig.) | Marcatori | 51’ Jakobs |

| Arbitro: | Broska |

|                                 |           |                                 |
| Grahammer 63’, 79’ Andersen 73’ | Marcatori | 35’, 86’ von Heesen 44’ Okoński |

| Arbitro: | Matheis |

|                  |           |             |
| Homp 26’ Lux 80’ | Marcatori | 78’ Schüler |

| Arbitro: | Brehm |

|  |           |                                            |
|  | Marcatori | 22’ Kastl 54’ Kroth 81’ von Heesen 88’ Lux |

### Coppa di Germania
| Arbitro: | Zimmermann |

|                                            |           |  |
| Okoński 4’ Kaltz 61’ (rig.) von Heesen 77’ | Marcatori |  |

| Arbitro: | Bodmer |

|                   |           |                      |
| Wróbel 70’ (rig.) | Marcatori | 5’ Jakobs 85’ Jusufi |

| Arbitro: | Wiesel |

|                                                       |           |  |
| Jusufi 2’ Schmöller 34’, 72’ von Heesen 45’, 58’, 90’ | Marcatori |  |

| Arbitro: | Weber |

|  |           |           |
|  | Marcatori | 88’ Kastl |

| Arbitro: | Schmidhuber |

|           |           |  |
| Kastl 85’ | Marcatori |  |

| Arbitro: | Gabor |

|                                                     |           |                |
| Beiersdorfer 15’ Kaltz 88’ Schlotterbeck 90’ (aut.) | Marcatori | 13’ Kurtenbach |

## Statistiche

### Statistiche di squadra
| Competizione      | Punti | In casa | In casa | In casa | In casa | In casa | In casa | In trasferta | In trasferta | In trasferta | In trasferta | In trasferta | In trasferta | Totale | Totale | Totale | Totale | Totale | Totale | DR  |
| Competizione      | Punti | G       | V       | N       | P       | Gf      | Gs      | G            | V            | N            | P            | Gf           | Gs           | G      | V      | N      | P      | Gf     | Gs     | DR  |
| ----------------- | ----- | ------- | ------- | ------- | ------- | ------- | ------- | ------------ | ------------ | ------------ | ------------ | ------------ | ------------ | ------ | ------ | ------ | ------ | ------ | ------ | --- |
| Bundesliga        | 47    | 17      | 14      | 2       | 1       | 38      | 12      | 17           | 5            | 7            | 5            | 31           | 25           | 34     | 19     | 9      | 6      | 69     | 37     | +32 |
| Coppa di Germania | -     | 4       | 4       | 0       | 0       | 13      | 1       | 2            | 2            | 0            | 0            | 3            | 1            | 6      | 6      | 0      | 0      | 16     | 2      | +14 |
| Totale            | 47    | 21      | 18      | 2       | 1       | 51      | 13      | 19           | 7            | 7            | 5            | 34           | 26           | 40     | 25     | 9      | 6      | 85     | 39     | +46 |

### Andamento in campionato
| Giornata  | 1 | 2 | 3 | 4 | 5 | 6 | 7 | 8 | 9 | 10 | 11 | 12 | 13 | 14 | 15 | 16 | 17 | 18 | 19 | 20 | 21 | 22 | 23 | 24 | 25 | 26 | 27 | 28 | 29 | 30 | 31 | 32 | 33 | 34 |
| --------- | - | - | - | - | - | - | - | - | - | -- | -- | -- | -- | -- | -- | -- | -- | -- | -- | -- | -- | -- | -- | -- | -- | -- | -- | -- | -- | -- | -- | -- | -- | -- |
| Luogo     | T | C | T | C | T | C | T | C | T | C  | T  | C  | T  | C  | C  | T  | C  | C  | T  | C  | T  | C  | T  | C  | T  | C  | T  | C  | T  | C  | T  | T  | C  | T  |
| Risultato | V | V | N | V | P | V | N | V | P | V  | N  | V  | P  | V  | N  | V  | V  | V  | P  | N  | V  | P  | V  | V  | N  | V  | N  | V  | P  | V  | N  | N  | V  | V  |
| Posizione | 3 | 1 | 3 | 2 | 4 | 3 | 4 | 2 | 4 | 2  | 3  | 2  | 3  | 3  | 3  | 3  | 1  | 1  | 3  | 3  | 2  | 2  | 2  | 2  | 2  | 2  | 2  | 2  | 2  | 2  | 2  | 2  | 2  | 2  |

Legenda:

Luogo: C = Casa; T = Trasferta. Risultato: V = Vittoria; N = Pareggio; P = Sconfitta.

### Statistiche dei giocatori
| Giocatore       | Bundesliga | Bundesliga | Bundesliga  | Bundesliga | Coppa di Germania | Coppa di Germania | Coppa di Germania | Coppa di Germania | Totale   | Totale | Totale      | Totale     |
| Giocatore       | Presenze   | Reti       | Ammonizioni | Espulsioni | Presenze          | Reti              | Ammonizioni       | Espulsioni        | Presenze | Reti   | Ammonizioni | Espulsioni |
| --------------- | ---------- | ---------- | ----------- | ---------- | ----------------- | ----------------- | ----------------- | ----------------- | -------- | ------ | ----------- | ---------- |
| R. Balzis       | 8          | 4          | 0           | 0          | 0                 | 0                 | 0                 | 0                 | 8        | 4      | 0           | 0          |
| D. Beiersdorfer | 25         | 1          | 2           | 0          | 6                 | 1                 | 0                 | 0                 | 31       | 2      | 2           | 0          |
| L. Dittmer      | 17         | 3          | 2           | 0          | 2                 | 0                 | 0                 | 0                 | 19       | 3      | 2           | 0          |
| H. Gründel      | 17         | 3          | 2           | 0          | 3                 | 0                 | 0                 | 0                 | 20       | 3      | 2           | 0          |
| U. Hain         | 6          | 0          | 1           | 0          | 1                 | 0                 | 0                 | 0                 | 7        | 0      | 1           | 0          |
| T. Hinz         | 16         | 0          | 2           | 0          | 1                 | 0                 | 0                 | 0                 | 17       | 0      | 2           | 0          |
| T. Homp         | 31         | 3          | 2           | 0          | 6                 | 0                 | 0                 | 0                 | 37       | 3      | 2           | 0          |
| D. Jakobs       | 32         | 1          | 6           | 0          | 5                 | 1                 | 2                 | 0                 | 37       | 2      | 8           | 0          |
| S. Jusufi       | 31         | 8          | 4           | 0          | 6                 | 2                 | 0                 | 0                 | 37       | 10     | 4           | 0          |
| M. Kaltz        | 32         | 4          | 2           | 0          | 6                 | 2                 | 0                 | 0                 | 38       | 6      | 2           | 0          |
| M. Kastl        | 19         | 10         | 1           | 0          | 5                 | 2                 | 0                 | 0                 | 24       | 12     | 1           | 0          |
| T. Kroth        | 21         | 2          | 1           | 0          | 6                 | 0                 | 1                 | 0                 | 27       | 2      | 2           | 0          |
| W. Laubinger    | 5          | 0          | 0           | 0          | 0                 | 0                 | 0                 | 0                 | 5        | 0      | 0           | 0          |
| P. Lux          | 24         | 4          | 1           | 0          | 3                 | 0                 | 0                 | 0                 | 27       | 4      | 1           | 0          |
| M. Okoński      | 32         | 8          | 0           | 0          | 6                 | 1                 | 0                 | 0                 | 38       | 9      | 0           | 0          |
| G. Plessers     | 23         | 2          | 3           | 0          | 4                 | 0                 | 1                 | 0                 | 27       | 2      | 4           | 0          |
| F. Schmöller    | 23         | 4          | 2           | 0          | 5                 | 2                 | 0                 | 0                 | 28       | 6      | 2           | 0          |
| U. Stein        | 28         | 0          | 2           | 0          | 5                 | 0                 | 0                 | 1                 | 33       | 0      | 2           | 1          |
| T. von Heesen   | 33         | 12         | 3           | 0          | 6                 | 4                 | 0                 | 0                 | 39       | 16     | 3           | 0          |